# Dennis Green
Dennis Allan Green (Epping, 26 maggio 1931 – Sydney, 5 settembre 2018) è stato un canoista australiano.
Ha partecipato a ben cinque edizioni dei Giochi olimpici estivi (1956, 1960, 1964, 1968 e 1972), diventando il primo australiano a raggiungere questo numero di partecipazioni.

## Palmarès

### Olimpiadi
- 1 medaglia:
  - 1 bronzo (Melbourne 1956 nel K-2 10000 m)